# Joan Hinton
Joan Chase Hinton (chinesisch 寒春 Hán Chūn; geboren am 20. Oktober 1921; gestorben am 8. Juni 2010 bei Peking) war eine US-amerikanische Kernphysikerin.

## Hintergrund
Hinton war eine der wenigen Frauen, die am Manhattan-Projekt in Los Alamos mitarbeitete. Unter anderem war sie am Bau der ersten Kernreaktoren unter Leitung von Enrico Fermi beteiligt und war Augenzeugin des Trinity-Tests. Nach dem militärischen Einsatz der Atombombe in Japan wurde sie eine entschiedene Gegnerin der Kernwaffen. Ab 1949 lebte sie als überzeugte Maoistin in der Volksrepublik China, wo sie und ihr Ehemann Erwin Engst in der sozialistischen Landwirtschaft Chinas arbeiteten. Dort entwickelte sie auch landwirtschaftliche Maschinen wie eine automatische Melkmaschine. Sie lebte auf einer Farm nördlich von Peking bis zu ihrem Tod am 8. Juni 2010.
Ihr Ururgroßvater war der englische Mathematiker und Wegbereiter der Informatik George Boole. Auch ihr Urgroßvater Charles Howard Hinton war Mathematiker und gilt als früher Science-Fiction-Autor. Joan Hintons Mutter, Carmelita Hinton, war Pionierin im Pädagogik-Bereich und gründete 1935 die ko-edukative Putney School in Putney, Vermont. Ihr Vater Sebastian Hinton war Rechtsanwalt und Erfinder des Klettergerüsts. Ihr Bruder William H. Hinton wurde weltweit bekannt durch sein 1966 veröffentlichtes Buch Fanshen: A Documentary of Revolution in a Chinese Village. Ihr Sohn Fred Engst ist Professor für Ökonomie in Běijīng.